# Cis seriatocribratus
Cis seriatocribratus es una especie de coleóptero de la familia Ciidae.

## Distribución geográfica
Habita en Asia Central: Turquestán.